# ایتاسی
ایتاسی (Itasy Region) یکی از ۲۲ منطقه کشور ماداگاسکار است که در بخش مرکزی کشور و در جنوب منطقه بونگولاوا واقع شده است.

## ناحیه ها
منطقه ایتاسی از ۳ ناحیه تشکیل شده است:
- آریوونیمامو (Arivonimamo)
- میاریناریوو (Miarinarivo)
- سواویناندریانا (Soavinandriana)